# Point Blank (groupe)
Pour les articles homonymes, voir Point Blank.
Point Blank est un groupe américain de rock sudiste, originaire d'Irving, au Texas.

## Historique

### Première phase (1974–1982)
Le groupe est formé en 1974, et repéré par Lone Wolf Productions (ZZ Top, Hank Williams, Jr.) et managé par Bill Ham, le propre manager de ZZ Top.
Après deux albums clairement étiquetés rock sudiste, le son de Point Blank est contraint de s'orienter vers un hard rock de plus en plus FM au début des années 1980 (à l'instar du groupe Molly Hatchet) à des fins d'audience. Leurs atouts, outre une rythmique imperturbable, se trouvaient dans une remarquable paire de guitaristes (Kim Davis et Rusty Burns) produisant d'épineuses parties de guitares, souvent en harmonie à la manière de Wishbone Ash et Thin Lizzy, et dans l'exceptionnelle voix de Johnny O'Daniel, qui est remplacé en 1981 par Bobby Keith. 
En 1982 sort l'album American Exce$$, dont est extrait le single Nicole. Ce single atteint la 39e place du Billboard Hot 100, devenant ainsi, à ce jour, le seul single du groupe à être classé dans le Top 40 US, tous genres confondus. En 1982, le groupe se sépare, à cause de divergences musicales et artistiques.

### Deuxième phase (depuis 2005)
Bill Randolph (basse) décède le 19 juin 2001 d'une crise cardiaque. Le groupe se reforme en 2005 autour de trois membres fondateurs (Rusty Burns, John O'Daniel et Philip Petty). Aux guitares, Rusty Burns fait désormais équipe avec Buddy Whittington, un ami de longue date, membre des Bluesbrakers de John Mayall. Le son du groupe marque alors un retour à ses sources sudistes. C'est à l'occasion de ce retour que le groupe texan signe chez le label français Dixiefrog.
Les anciens albums du groupe sont réédités en CD, et un nouvel album est sorti en février 2007, intitulé Reloaded. C'est un live comprenant les plus grands tubes du groupe. Le groupe réalise alors une tournée européenne en juin 2007 au cours de laquelle le groupe se produit pour la première fois sur une scène française (Billy Bob's France, au Disney Village). En septembre 2009, le groupe sort son premier album studio depuis 1982, Fight On.
Le bassiste Phillip Petty meurt d'un cancer de l'estomac le 7 juin 2010. Kim Davis (guitare) se suicide le 18 octobre 2010. Burns décède d'un cancer du poumon le 19 février 2016.

## Discographie
- 1976 : Point Blank (Arista)
- 1977 : Second Season (Arista)
- 1979 : Airplay (MCA)
- 1980 : The Hard Way (MCA)
- 1981 : American Exce$$ (MCA)
- 1982 : On A Roll (MCA)
- 2007 : Reloaded (Dixiefrog) (album Live, enregistré en 2005)
- 2009 : Fight On (Dixiefrog)
- 2014 : Volume 9 (Fairway Records)